# Моја назовижена
Моја назовижена (енгл. Just Go with It) је америчка љубавна комедија из 2011. године.

## Радња
Дени Макаби има успешну каријеру и завидан љубавни живот. Девојке осваја измишљеном причом о свом ужасном браку, жени која га физички злоставља и тешком животу њихових једанаесторо деце. Једног дана упознаје изузетно атрактивну Палмер, и баш када осети да је време да се скраси, она пожели да упозна његову породицу. Дени тада тражи од своје асистенткиње Кетрин да се неколико дана претвара да су у браку. За то време њих двоје се заљубљују једно у друго и схватају колико су се саживели током толико времена заједно проведеног на послу.

## Улоге
| Глумац          | Улога        |
| --------------- | ------------ |
| Адам Сандлер    | Дени Макаби  |
| Џенифер Анистон | Кетрин Марфи |
| Никол Кидман    | Девлин Адамс |
| Бруклин Декер   | Палмер       |
| Дејв Метјуз     | Ијан Џоунс   |
| Ник Свордсон    | Еди          |
| Кевин Нилон     | Едон         |